# Statisticile clubului Aston Villa FC
Aceste articol cuprinde recorduri și satistici ale clubului de fotbal Aston Villa.

## Palmares

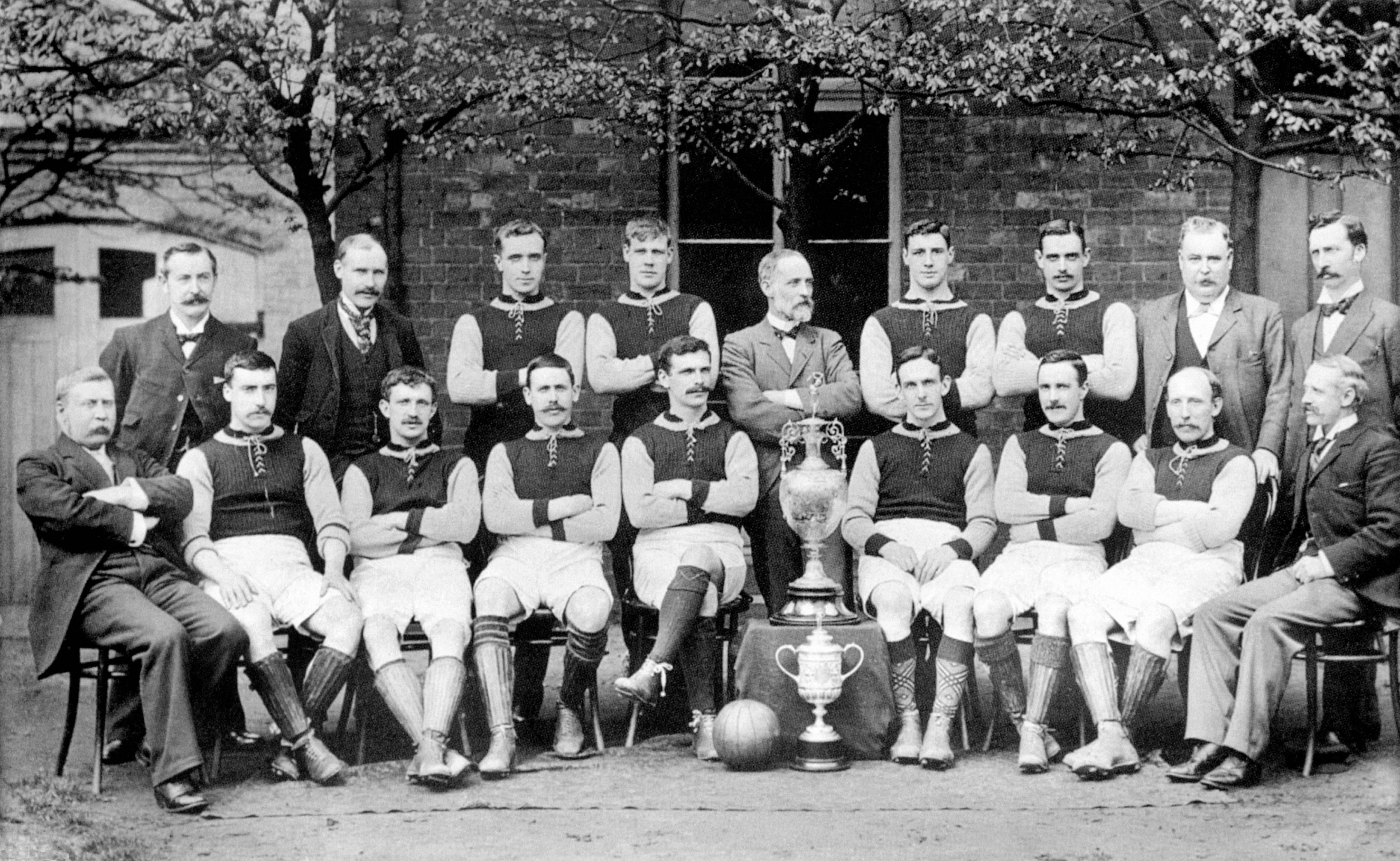
Echipa din 1896–97, câştigătoarea eventului

### Palmares european
- Liga Campionilor (Fosta Cupa Campionilor) 1': 
  - 1982
- Supercupa Europei 1': 
  - 1983
- Cupa UEFA Intertoto 1': 
  - 2001.

### Palmares local
Ligi
- First Division 7[1]': 
  - 1894, 1896, 1897, 1899, 1900, 1910, 1981
- Second Division 2[2]': 
  - 1938, 1960
- Third Division Champions 1[3]': 
  - 1972

Cupe
- Cupa FA 7': 
  - 1887, 1895, 1897, 1905, 1913, 1920, 1957
- Cupa Ligii Angliei 5': 
  - 1961, 1975, 1977, 1994, 1996
- FA Community Shield 1':
  - 1981

##### Cupe la tineret
- FA Youth Cup Winners 3
  - 1872, 1080, 2002

## Recordurile jucătorilor

### Apariții
- Cel mai tânăr jucător – Jimmy Brown, 15 ani, 349 zile (vs. Bolton Wanderers, 17 septembrie, 1969)
- Cel mai bătrân jucător – Ernie "Mush" Callaghan, 39 ani, 86 zile (vs. Grimsby Town F.C., 12 martie, 1948)

#### Cele mai multe apariții pentru club
|    | Nume            | Meciuri |
| -- | --------------- | ------- |
| 1  | Charlie Aitken  | 660     |
| 2  | Billy Walker    | 531     |
| 3  | Gordon Cowans   | 528     |
| 4  | Joe Bache       | 474     |
| 5  | Allan Evans     | 469     |
| 6  | Nigel Spink     | 460     |
| 7  | Tommy Smart     | 452     |
| 8  | Johnny Dixon    | 430     |
| 9  | Dennis Mortimer | 406     |
| 10 | Billy George    | 402     |

- Jucătorul actual cu cele mai multe meciuri – Gareth Barry, 366, la 15 noiembrie 2007. (302 meciuri în Premier League, 27 în Cupa Ligii, 19 în FA Cup, 4 Cupa UEFA și 14 în Cupa UEFA Intertoto.

### Recorduri golgheteri
- Cele mai multre goluri într-un sezon – Tom 'Pongo' Waring, 50 de goluri în sezonul 1930/31[4]
- Cele mai multe goluri în ligă într-un sezon – Tom 'Pongo' Waring, 49 de goluri în sezonul 1930/31

#### Golgheteri
|    | Nume               | Goluri |
| -- | ------------------ | ------ |
| 1  | Billy Walker       | 244    |
| 2  | Harry Hampton      | 242    |
| 3  | John Devey         | 187    |
| 4  | Joseph Bache       | 185    |
| 5  | Eric Houghton      | 170    |
| 6  | Tom 'Pongo' Waring | 167    |
| 7  | Johnny Dixon]] 144 |        |
| 8  | Peter McParland    | 120    |
| 9  | Billy Garraty      | 112    |
| 10 | Dai Astley         | 100    |
| 11 | Len Capewell       | 100    |

### Cele mai scumpe achiziții
|    | Nume             | Sumă de transfer | De la             | Data            |
| -- | ---------------- | ---------------- | ----------------- | --------------- |
| 1  | Ashley Young     | £9.65m           | Watford           | ianuarie 2007   |
| 2  | Juan Pablo Angel | £9.5m            | River Plate       | ianuarie 2001   |
| 3  | Nigel Reo-Coker  | £8.5m            | West Ham United   | iulie 2007      |
| 4  | Stan Collymore   | £7m              | Liverpool         | mai 1997        |
| 5  | Paul Merson      | £6.75m           | Middlesbrough     | septembrie 1998 |
| 6  | Milan Baroš      | £6.5m            | Liverpool         | august 2005     |
| 7  | Bosko Balaban    | £5.8m            | Dinamo Zagreb     | august 2001     |
| 8  | Dion Dublin      | £5.75m           | Coventry City     | noiembrie 1998  |
| 9  | Olof Mellberg    | £5.7m            | Racing Santander  | iulie 2001      |
| 10 | Alpay Ozalan     | £5.5m            | Fenerbahce SK     | iulie 2000      |
| 10 | Steve Stone      | £5.5m            | Nottingham Forest | martie 1999     |

## Recordurile clubului

### Goluri
- Cele mai multe goluri înscrise în campionat într-un sezon – 128 în 42 meciuri, 1930/1931[5]

### Meciuri

#### Premiere
- Primul meci – Aston Villa 1-0 Aston Brook St Mary's - 1874.
- Primul meci în FA Cup – Stafford Road Works 1-1 Aston Villa - 13 decembrie 1879. Aston Villa a câștigat la rejucare, 3-1 pe 24 ianuarie 1880.
- Primul meci din campionat – Wolverhampton Wanderers F.C. 1-1 Aston Villa - 8 septembrie 1888.
- Primul meci european – Royal Antwerp 4-1 Aston Villa - 1975.
- Primul meci din Cupa Ligii – Aston Villa 4-1 Huddersfield Town - 1960.
- Primul sezon - 1888/89:
- Poziție: 2
- Meciuri: 22
- Victorii: 12
- Egaluri: 5
- Înfrângeri: 5
- Goluri înscrise: 61
- Goluri primite: 43
- Puncte: 29

#### Victorii
- Cea mai mare victorie din campionat – 12–2 (vs Accrington Stanley, 12 martie, 1892)
- Cea mai mare victorie din FA Cup – 13–0 (vs Wednesbury Old Athletic, octombrie, 1886)
- Cea mai mare victorie din Premier League – 7–1 (vs Wimbledon F.C., 1995)

#### Înfrângeri
- Cea mai mare înfrângere din campionat - 0–7 (vs Blackburn Rovers, 19 octombrie 1899)
- Cea mai mare înfrângere din Premier League – 0–5 (vs Blackburn Rovers, 1996)
- Cea mai mare înfrângere din FA Cup – 1–8 (vs Blackburn Rovers)

### Spectatori
- Cel mai mare număr de spectatori (Villa Park) – 76,588 (vs Derby County, FA Cup, 2 martie 1946)
- Cel mai mare număr de spectatori în Premier League - 42,640 (vs Liverpool, 11 august, 2007)
- Cel mai mic număr de spectatori de pe Villa Park – 2,900 (vs Bradford City, 13 februarie 1915)

### Aston Villa în ultimii 10 ani
| Sezon   | Ligă | Poz. | Mec | V  | E  | Î  | GM | CP | Pct. | FA Cup    | Europa                         |
| ------- | ---- | ---- | --- | -- | -- | -- | -- | -- | ---- | --------- | ------------------------------ |
| 1997-98 | 1D   | 7    | 38  | 17 | 6  | 15 | 49 | 48 | 57   |           | Cupa UEFA - Sferturi de finală |
| 1998-99 | 1D   | 6    | 38  | 15 | 10 | 13 | 55 | 51 | 55   |           | Cupa UEFA - runda a doua       |
| 1999-00 | 1D   | 6    | 38  | 15 | 13 | 10 | 46 | 35 | 58   | Finalistă |                                |
| 2000-01 | 1D   | 8    | 38  | 13 | 15 | 10 | 46 | 43 | 54   |           |                                |
| 2001-02 | 1D   | 8    | 38  | 12 | 14 | 12 | 46 | 47 | 50   |           | Cupa UEFA - prima rundă        |
| 2002-03 | 1D   | 16   | 38  | 12 | 9  | 17 | 42 | 47 | 45   |           |                                |
| 2003-04 | 1D   | 6    | 38  | 15 | 11 | 12 | 48 | 44 | 56   |           |                                |
| 2004-05 | 1D   | 10   | 38  | 12 | 11 | 15 | 45 | 52 | 47   |           |                                |
| 2005-06 | 1D   | 16   | 38  | 10 | 12 | 16 | 42 | 55 | 42   |           |                                |
| 2006-07 | 1D   | 11   | 38  | 11 | 17 | 10 | 42 | 40 | 50   |           |                                |

## Villa în Europa
- 1R = Prima rundă
- 2R = A doua rundă
- 3R = A treia rundă
- 4R = A patra rundă
- 1/4 = Sferturi de finală
- 1/2 = Semi-finală
- F = Finală

| Sezon   | Competiție          | Rundă | Țara       | Club                   | Rezultat       |
| ------- | ------------------- | ----- | ---------- | ---------------------- | -------------- |
| 1975/76 | Cupa UEFA           | 1R    | Belgia     | Antwerp FC             | 1-4, 0-1       |
| 1977/78 | Cupa UEFA           | 1R    | Turcia     | Fenerbahçe SK          | 4-0, 0-0       |
|         |                     | 2R    | Polonia    | Górnik Zabrze          | 2-0, 1-1       |
|         |                     | 4R    | Spania     | Athletic Bilbao        | 2-0, 1-1       |
|         |                     | 1/4   | Spania     | FC Barcelona           | 2-2, 1-2       |
| 1981/82 | Cupa Campionilor    | 1R    | Islanda    | Valur Reykjavík        | 5-0, 2-0       |
|         |                     | 4R    | Germania   | BFC Dynamo Berlin      | 2-1, 0-1       |
|         |                     | 1/4   | Ucraina    | Dinamo Kiev            | 0-0, 2-0       |
|         |                     | 1/2   | Belgia     | RSC Anderlecht         | 1-0, 0-0       |
|         |                     | F     | Germania   | Bayern München         | 1-0            |
| 1982    | Supercupa Europei   | F     | Spania     | FC Barcelona           | 0-1, 3-0       |
| 1982/83 | Cupa Campionilor    | 1R    | Turcia     | Besiktas JK            | 3-1, 0-0       |
|         |                     | 4R    | România    | Dinamo București       | 2-0, 4-2       |
|         |                     | 1/4   | Italia     | Juventus               | 1-2, 1-3       |
| 1983/84 | Cupa UEFA           | 1R    | Portugalia | Vitória Guimarães      | 0-1, 5-0       |
|         |                     | 2R    | Rusia      | Spartak Moscova        | 2-2, 1-2       |
| 1990/91 | Cupa UEFA           | 1R    | Cehia      | Baník Ostrava          | 3-1, 2-1       |
|         |                     | 2R    | Italia     | Inter Milan            | 2-0, 0-3       |
| 1993/94 | Cupa UEFA           | 1R    | Slovacia   | Slovan Bratislava      | 0-0, 2-1       |
|         |                     | 2R    | Spania     | Deportivo de La Coruña | 1-1, 0-1       |
| 1994/95 | Cupa UEFA           | 1R    | Italia     | Inter Milan            | 0-1, 1-0       |
|         |                     | 2R    | Turcia     | Trabzonspor            | 1-0, 1-2       |
| 1996/97 | Cupa UEFA           | 1R    | Suedia     | Helsingborgs IF        | 1-1, 0-0       |
| 1997/98 | Cupa UEFA           | 1R    | Franța     | Girondins de Bordeaux  | 0-0, 1-0(n.v.) |
|         |                     | 2R    | Spania     | Athletic Bilbao        | 0-0, 2-1       |
|         |                     | 3R    | România    | Steaua București       | 1-2, 2-0       |
|         |                     | 1/4   | Spania     | Atlético de Madrid     | 0-1, 2-1       |
| 1998/99 | Cupa UEFA           | 1R    | Norvegia   | Strømsgodset IF        | 3-2, 3-0       |
|         |                     | 2R    | Spania     | Celta de Vigo          | 1-0, 1-3       |
| 2002    | Cupa UEFA Intertoto | 3R    | Croația    | Slaven Belupo          | 1-2, 2-0       |
|         |                     | 1/2   | Franța     | Rennes                 | 1-2, 1-0       |
|         |                     | F     | Elveția    | FC Basel               | 1-1, 4-1       |
| 2001/02 | Cupa UEFA           | 1R    | Croația    | NK Varteks             | 2-3, 1-0       |